# Bonifacio Paniagua
Bonifacio Paniagua (Santa Ana, alcaldía mayor de San Salvador, c. 1760s-República Federal de Centroamérica, 1829) fue un escribiente o secretario centroamericano nacido en El Salvador, que después de iniciado el primer movimiento independentista en San Salvador en 1811, sería uno de los corredactores de las proclamas e invitaciones dictadas por los líderes de esa insurrección; y que luego de la independencia se desempeñaría como diputado por Santa Ana y secretario del congreso constituyente del Estado del Salvador, diputado del congreso de ese estado, consejero de estado y senador federal.

## Biografía
Bonifacio Paniagua nació en Santa Ana, alcaldía mayor de San Salvador, Capitanía General de Guatemala por la década de 1760s. Laboró cómo escribiente, y contrajo matrimonio con Gertrudis Rodríguez.
Para 1811 era uno de los escribientes o secretarios del ayuntamiento de la ciudad de San Salvador. Luego de que comenzase el primer movimiento independentista; sería, junto con los también escribientes Francisco Lozano, Joaquín Chávez, Atanacio Najarro, Damián y Juan Napomuceno Cisneros, uno de los redactores de las proclamas e invitaciones dictadas por los líderes de dicho movimiento insurgente.
Se trasladó a su natal Santa Ana, donde ya desde enero de 1812 se encontraba laborando como secretario del ayuntamiento de esa población; donde se mantuvo redactando las instrucciones y acuerdos emanados de dicho cuerpo colegiado en los últimos años coloniales y los primeros años de la independencia.
En 1824 resultó electo como diputado por Santa Ana para el congreso constituyente del estado del Salvador, en donde ejerció como secretario de esa legislatura. Posteriormente, en 1826, el presidente de la República Federal de Centroamérica el general Manuel José Arce le encomendó que gestionase ante el presbítero José Matías Delgado la aprobación del decreto del 10 de octubre, con lo que se convocaría a la asamblea federal a reunirse en la localidad de Ahuachapán, para así restaurar el orden legal y evitar un conflicto armado; sin embargo, tales intentos serían infructuosos y al final se produciría la guerra civil centroamericana.
Se desempeñaría como diputado del estado salvadoreño, y luego como consejero de estado; siendo su último trabajo el de senador federal. Fallece en 1829. Después en 1831, su esposa contraería segundas nupcias con Tomás Medina.